# Коса внутри
Коса́ внутри́ — агитационный лозунг Блока Юлии Тимошенко на внеочередных парламентских выборах 30 сентября 2007 года. Предположительно политтехнологи БЮТ позаимствовали слоган из легендарной рекламы компьютерных процессоров производства компании Intel - Intel Inside (рус. "Интел внутри"). В такой форме он должен напоминать о причёске лидера блока Юлии Тимошенко, которая укладывает косу калачиком, вокруг головы. Лозунг широко использовался в надписях на футболках, сумках, кепках наряду с лозунгами «ВерЮ», «ДумаЮ», «ЛюблЮ», «Выйду замуж за БЮТовца», «Украина без Крыма, как жених без невесты. Россия-подруга, знай своё место», которые активисты блока раздавали избирателям ; атрибутику с этим лозунгом раздавали также делегатам предвыборного съезда блока. Надписи на одежде и аксессуарах наносились в русском («коса внутри») и украинском («коса всередині») вариантах.